# 1967
- Wikisource

| Calendário gregoriano                                                        | 1967 MCMLXVII                       |
| Ab urbe condita                                                              | 2720                                |
| Calendário arménio                                                           | 1416 – 1417                         |
| Calendário bahá'í                                                            | 123 – 124                           |
| Calendário budista                                                           | 2511                                |
| Calendário chinês                                                            | 4663 – 4664 Início a 9 de fevereiro |
| Calendário copta                                                             | 1683 – 1684                         |
| Calendário etíope                                                            | 1959 – 1960                         |
| Calendários hindus - Vikram Samvat - Calendário nacional indiano - Cáli Iuga | 2022 – 2023 1888 – 1889 5067 – 5068 |
| Calendário Holoceno                                                          | 11967                               |
| Calendário islâmico                                                          | 1387 – 1388                         |
| Calendário judaico                                                           | 5727 – 5728 Início a 5 de outubro   |
| Calendário persa                                                             | 1345 – 1346 Início a 21 de março    |
| Calendário rúnico                                                            | 2217                                |
| Calendário solar tailandês                                                   | 2510                                |

1967 (MCMLXVII, na numeração romana) foi um ano comum do século XX que começou num domingo, segundo o calendário gregoriano. A sua letra dominical foi A. A terça-feira de Carnaval ocorreu a 7 de fevereiro e o domingo de Páscoa a 26 de março. Segundo o horóscopo chinês, foi o ano da Cabra, começando a 9 de fevereiro.

| Evento                                                   | Data            | Hora  |
| -------------------------------------------------------- | --------------- | ----- |
| Aquário                                                  | 20 de janeiro   | 18:08 |
| Peixes                                                   | 19 de fevereiro | 08:24 |
| primavera no hemisfério norte e outono no hemisfério sul |                 |       |
| Carneiro/equinócio                                       | 21 de março     | 07:37 |
| Touro                                                    | 20 de abril     | 18:56 |
| Gémeos                                                   | 21 de maio      | 18:18 |
| verão no hemisfério norte e inverno no hemisfério Sul    |                 |       |
| Caranguejo/solstício                                     | 22 de junho     | 02:23 |
| Leão                                                     | 23 de julho     | 13:16 |
| Virgem                                                   | 23 de agosto    | 20:13 |
| Outono no Hemisfério Norte e Primavera no Hemisfério Sul |                 |       |
| Balança/equinócio                                        | 23 de setembro  | 17:39 |
| Escorpião                                                | 24 de outubro   | 02:44 |
| Sagitário                                                | 23 de novembro  | 00:05 |
| inverno no hemisfério norte e verão no hemisfério sul    |                 |       |
| Capricórnio/solstício                                    | 22 de dezembro  | 13:17 |

| UTC: Madeira, Guiné-Bissau e São Tomé e Príncipe Subtrair (-): 1 h nos Açores e Cabo Verde 2 h nas Ilhas oceânicas brasileiras 3 h em Brasília, em Goiás, na Amazônia Oriental Brasileira e no nordeste, sudeste e sul brasileiros 4 h na Amazônia Ocidental Brasileira, Mato Grosso e Mato Grosso do Sul 5 h no Acre e sudoeste do Amazonas Adicionar (+): 1 h Portugal Continental, em Angola e Guiné Equatorial 2 h em Moçambique 8 h em Macau 9 h em Timor-Leste. |
| Adicionar uma hora durante a vigência do horário de verão: Portugal Continental : Não houve horário de verão em 1967 |

| Ano completo                    |
| ------------------------------- |
| Ano comum com início ao domingo |

## Eventos
Ano Internacional do Turismo, pela ONU.

- 24 de janeiro – O Forte de São Sebastião, Angra do Heroísmo, é classificado como Imóvel de Interesse Público pelo Decreto nº 47.508.
- 15 de março - A República dos Estados Unidos do Brasil passa a ser denominada "República Federativa do Brasil".
- 14 de Abril - Gnassingbé Eyadéma torna-se presidente do Togo depois de um golpe de estado.
- 21 de Abril - Golpe de estado e implantação na Grécia duma ditadura militar chefiada por George Papadopoulos, sendo o Rei Constantino II obrigado a fugir. A ditadura terminou em 1974.
- 17 de Maio - Assalto ao Banco de Portugal na Figueira da Foz, numa primeira acção da LUAR (Liga de Unidade e Acção Revolucionária). O golpe é dirigido por Hermínio da Palma Inácio; Assalto à sede da 3ª Região Militar em Évora: desvio de armas pela LUAR.

- 1 de junho - The Beatles lançam o álbum Sgt. Pepper's Lonely Hearts Club Band. Considerado um marco na história da música pop/rock
- 5 de Junho - Início da Guerra dos Seis Dias. Israel ataca Egito, Síria e Jordânia.
- 1 de julho — Tratado de Fusão: a Comunidade Europeia é formalmente criada a partir de uma fusão com o Mercado Comum, a Comunidade Europeia do Carvão e do Aço e a Comunidade Europeia da Energia Atômica.
- 1 de Outubro - Entrada ao serviço do NRP Albacora (S163) na Marinha Portuguesa.
- 8 de Outubro - O chefe de guerrilha Che Guevara e os seus companheiros são capturados nas proximidades de La Higuera, Bolívia.
- 9 de Outubro - Che Guevara é executado na Bolívia.
- 7 de Novembro - O protótipo ST 10 Diplomate da fabricante DAHER-SOCATA faz seu primeiro voo na França.
- 5 de Dezembro - Criação da FUNAI.

## Nascimentos
- 10 de Fevereiro - Laura Dern, atriz Estadunidensa.
- 20 de Fevereiro - Kurt Cobain, vocalista da banda Nirvana.
- 01 de março - George Eads, ator estadunidense.
- 30 de Abril - Philipp Kirkorov, cantor russo.
- 19 de Maio - Gonçalo Salvado, poeta português.
- 19 de Junho – Mia Sara, atriz Estadunidensa.
- 20 de Junho – Nicole Kidman, atriz Estadunidensa/Australiana.
- 1 de Agosto - José Padilha, diretor, cineasta, roteirista, produtor e documentarista brasileiro.
- 22 de Agosto - Layne Staley, vocalista da Alice In Chains.
- 10 de Outubro - Gavin Newsom, governador da Califórnia.
- 5 de Novembro - Marcelo Maldonado Gomes Peixoto, Rapper brasileiro, conhecido como Marcelo D2.
- 7 de Novembro - David Guetta, produtor musical e DJ francês.
- 16 de Dezembro - Julia Ann, atriz pornográfica americana
- 20 de Dezembro
  - Eugenia Cauduro, atriz mexicana;
  - Mikheil Saakashvili, presidente da Geórgia.

## Falecimentos
- 12 de Janeiro - Holland Smith, general do Corpo de Fuzileiros dos Estados Unidos (n. 1882).
- 5 de fevereiro: Violeta Parra, cantora, compositora, artista plástica e ceramista chilena (n. 1917).
- 13 de fevereiro - Abelardo Luján Rodríguez, presidente interino do México de 1932 a 1934 (n. 1889).
- 13 de abril - Luis Somoza Debayle, presidente da Nicarágua de 1956 a 1963 (n. 1922).
- 19 de Abril - Konrad Adenauer, primeiro chanceler da República Federal da Alemanha (n. 1876).
- 17 de Julho - John Coltrane, Jazzista norte-americano. (n. 1926)
- 18 de Julho - Castello Branco, 29º Presidente do Brasil (n. 1897).
- 9 de Outubro - Ernesto Rafael Guevara de la Serna (Che Guevara) (n. 1928).
- 17 de Outubro - Puyi, Imperador da China entre 1908 e 1912 (n. 1906).
- 19 de Novembro - João Guimarães Rosa, escritor, diplomata e médico brasileiro, considerado por muitos o maior escritor brasileiro do século XX.

## Prêmio Nobel
- Física - Hans Albrecht Bethe[1]
- Química - Manfred Eigen, Ronald George Wreyford Norrish, George Porter
- Medicina - Ragnar Granit, Haldan Keffer Hartline, George Wald
- Literatura - Miguel Ángel Asturias
- Paz - Não concedido.

## Epacta e idade da Lua
| Epacta gregoriana | 19      |
| Idade da Lua      | Letra u |

## Por tema
- 1967 na arte
- 1967 no Brasil
- 1967 na ciência
- 1967 no cinema
- Desastres em 1967
- 1967 no desporto
- 1967 no jornalismo
- 1967 na literatura
- 1967 na música
- 1967 na política
- 1967 na rádio
- 1967 no teatro
- 1967 na televisão